# Väsby IK Hockey
Der Brödernas/Väsby IK Hockeyklubb ist ein 1956 gegründeter schwedischer Eishockeyklub aus Upplands Väsby. Die Mannschaft spielt seit 20201 erneut in der drittklassigen Hockeyettan.

## Geschichte
Der Väsby IK HK wurde 1956 als Eishockeyabteilung des Väsby IK gegründet, ist jedoch mittlerweile ein eigenständiger Verein. Die Mannschaft spielte in den 1970er bis 1990er Jahren regelmäßig in der damals noch zweitklassigen Division 1. Größter Erfolg der Vereinsgeschichte war der Aufstieg in die Elitserien, aus der die Mannschaft in der Saison 1987/88 jedoch sofort wieder abstieg. Ab der Jahrtausendwende spielte die Mannschaft in der mittlerweile drittklassigen Division 1, die inzwischen Hockeyettan genannt wird.
In der Saison 2019/20 wurde Väsby nach dem Gewinn der Staffel Östra Meister der Norra Allettan. Im Meisterschaftsfinale gegen den Sieger der Södra Allettan, den Halmstad Hammers HC, siegte Väsby mit 2:1. Aufgrund der COVID-19-Pandemie wurden alle Qualifikationsspiele für die HockeyAllsvenskan abgesagt. Väsby stieg vor der Saison 2020/21 in die Hockeyallsvenskan auf, da der Karlskrona HK aus finanziellen Gründen seine Lizenz verlor. Ein Jahr später folgte der Abstieg in die Hockeyettan.
Im Januar 2023 fusionierte der Väsby IK mit der durch die Restaurantkette Brödernas betriebenen Mannschaft Brödernas Hockey aus der Division 3. Der Sponsorenvertrag mit Brödernas gilt bis 2033 mit der Möglichkeit einer Verlängerung. Seither spielt die erste Mannschaft des Klubs als Brödernas/Väsby IK HK.

## Bekannte ehemalige Spieler
- Per Eklund
- Patric Hörnqvist